# حارة المترب (صنعاء)
حارة المترب هي إحدى حارات حي القاع بمديرية التحرير إحد مديريات العاصمة اليمنية صنعاء، بلغ تعداد سكانها 854 نسمة حسب تعداد اليمن لعام 2004.